# Jasmin Brkić
Jasmin Brkić (24 de marzo de 1991) es un deportista bosnio que compite en voleibol adaptado. Ganó una medalla de bronce en los Juegos Paralímpicos de Tokio 2020.

## Palmarés internacional
| Juegos Paralímpicos | Juegos Paralímpicos | Juegos Paralímpicos | Juegos Paralímpicos      |
| Año                 | Lugar               | Medalla             | Competición              |
| ------------------- | ------------------- | ------------------- | ------------------------ |
| 2020                | Tokio (Japón)       | Medalla de bronce   | Torneo masculino sentado |